# アントニー・ヘインシウス
アントニー・ヘインシウス（オランダ語: Anthonie Heinsius、1641年11月23日 デルフト - 1720年8月3日 デン・ハーグ）は、ネーデルラント連邦共和国の政治家。1689年から1720年に死去するまでホラント州の法律顧問を務めた。

## 生涯

### 初期の経歴
1641年11月23日、裕福な商人の息子としてデルフトで生まれた。
1679年にデルフトの法律顧問に就任、1687年にオランダ東インド会社のデルフト会議所の委員に就任した。1682年にはオランダ総督ウィレム3世からフランス王国に派遣される特別交渉人に任命され、フランス王ルイ14世によるオランジュ公領の占領について交渉した。交渉自体は失敗したが、ヘインシウスはウィレム3世に良い印象を与えた。

### ホラント州法律顧問
1689年5月27日、ホラント州法律顧問に選出された。ウィレム3世がウィリアム3世としてイングランド王に即位、ロンドンに向かったとき、ヘインシウスはオランダ本国に留まった。ウィリアム3世はオランダの事務をほとんどヘインシウスに委ねたという。
ヘインシウスは粘り強い交渉者として、フランスの拡張政策に頑強に抵抗した。1688年から1697年までの大同盟戦争と1701年から1714年までのスペイン継承戦争における反仏大同盟の結成にも関わった。1702年にウィリアム3世が死去すると、ヘインシウスによるスターテン・ヘネラールへの支配が弱まったが、彼は1720年に死去するまでホラント州法律顧問に留まった。

## 関連図書
- The Correspondence of Anthonie Heinsius, 1702-1720, edited by A. J. Veenendaal, Jr.
- Antonie Heinsius and the Dutch Republic, edited by J. A. F. de Jongste and A. J. Veenendaal, Jr.

| 公職                          | 公職                                            | 公職                                  |
| ----------------------------- | ----------------------------------------------- | ------------------------------------- |
| 先代 ミヒール・テン・ホーフェ | ホラント州法律顧問 1689年5月27日 - 1720年8月3日 | 次代 イサーク・ファン・ホールンベーク |